# Gloskärs ören, Kimitoön
För andra betydelser, se Gloskärs ören.
Gloskärs Ören är klippor i Finland.   De ligger i kommunen Kimitoön i landskapet Egentliga Finland, i den södra delen av landet, 140 km väster om huvudstaden Helsingfors. Gloskärs Ören ligger 4 meter över havet.
Terrängen runt Gloskärs Ören är mycket platt.